# 바라주딘주

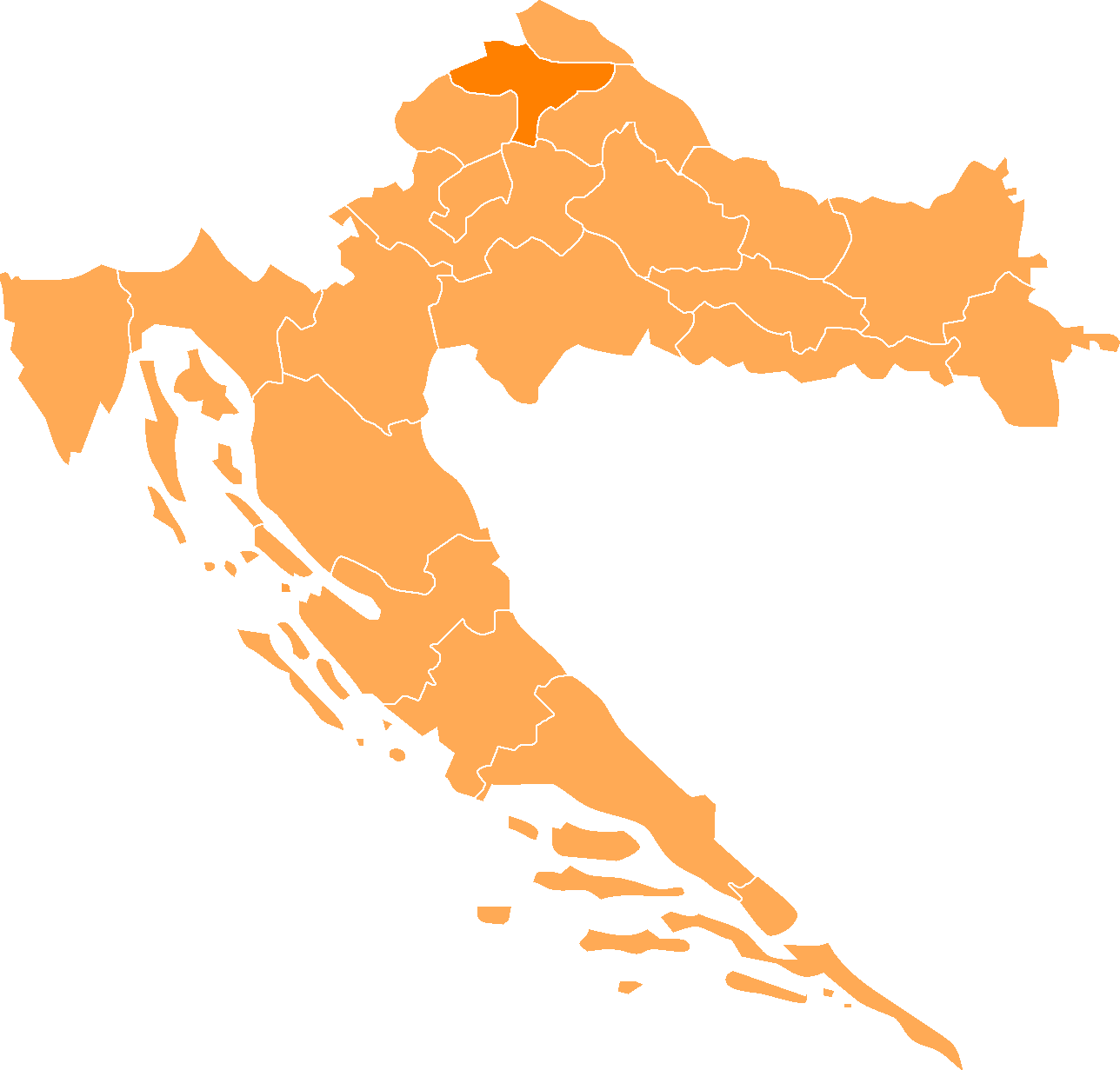
바라주딘주의 위치

바라주딘주(크로아티아어: Varaždinska županija)는 크로아티아 북부에 위치한 주로 주도는 바라주딘이며 면적은 1,261km2, 인구는 183,730명(2001년 기준), 인구 밀도는 145.7명/km2이다.
서쪽으로는 슬로베니아와 국경을 접하며 북쪽으로는 메지무레주, 남동쪽으로는 코프리브니차크리제브치주, 남쪽으로는 자그레브주, 남서쪽으로는 크라피나자고레주와 접한다. 6개 시와 22개 지방 자치체를 관할하며 주 의회는 41개 의석으로 구성되어 있다.

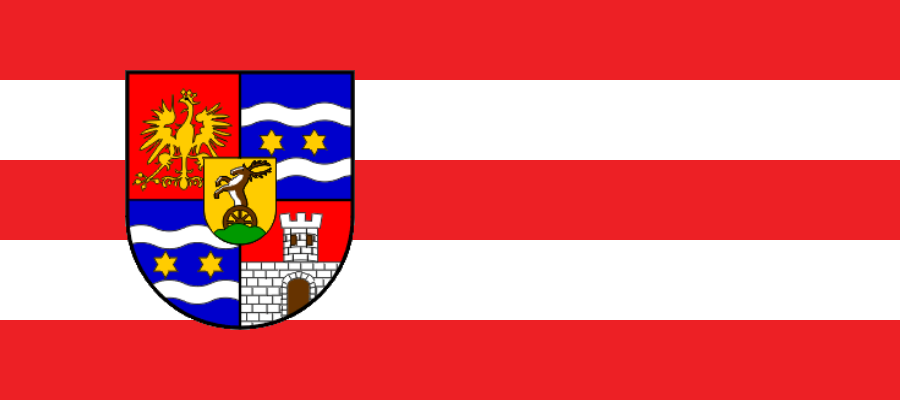
주기
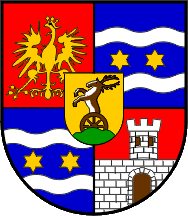
주 문장

## 인구
| 연도 | 인구    | ±%     |
| ---- | ------- | ------ |
| 1857 | 87,960  | —      |
| 1869 | 99,194  | +12.8% |
| 1880 | 105,612 | +6.5%  |
| 1890 | 120,397 | +14.0% |
| 1900 | 131,849 | +9.5%  |
| 1910 | 144,720 | +9.8%  |
| 1921 | 147,524 | +1.9%  |
| 1931 | 159,767 | +8.3%  |

| 연도 | 인구    | ±%    |
| ---- | ------- | ----- |
| 1948 | 174,682 | +9.3% |
| 1953 | 177,352 | +1.5% |
| 1961 | 179,905 | +1.4% |
| 1971 | 184,380 | +2.5% |
| 1981 | 187,495 | +1.7% |
| 1991 | 187,853 | +0.2% |
| 2001 | 184,769 | −1.6% |
| 2011 | 175,951 | −4.8% |